# 烏斯季科克薩區
51°57′N 85°57′E / 51.950°N 85.950°E
烏斯季科克薩區（俄語：Усть-Коксинский район）是俄羅斯阿爾泰共和國的一個區，位於該國南部，面積12,958平方公里，2010年人口17,020，人口密度每平方公里1.31人。